# Méhcsaládok kiegyenlítése és egyesítése
A méhcsaládok kiegyenlítése azt jelenti, hogy a nagy népességű, erős családokat megcsapolják, és keléshez közeli fiasítást adnak a kisebb, gyengébb családoknak. A műveletet úgy kell intézni, hogy egyik családnak se okozzon problémát; az erős ne érezze a veszteséget, és a gyenge is tudja a beadott kereteken levő fiasítást melengetni. Nem is szoktak egyszerre sokat adni, inkább kétszer vagy háromszor adnak egy-egy lépet. A beadott lépet az azonos korú fiasítás mellé teszik; néha méhekkel együtt. Ekkor össze kell füstölni az új családdal, hogy ne verekedjenek össze.
A kiegyenlítés segíthet felkészülni a gyengébb családoknak a mézelésre, azonban az erősebb családok teljesítményét csökkentheti. Előnye lehet, hogy megelőzi a rajzást, azonban a gyengék segítése azt is okozhatja, hogy rossz anyával is fennmarad a család, aminek a szelekció elvén ki kellene halnia. Ezért a termelő méhészetek inkább a leggyengébb családoktól vesznek el lépet, és a maradékot egyesítik. Így több család fog termelni.
Az egyesítésnek több módszere is kialakult. Célja, hogy két gyenge vagy egy gyenge és egy közepes család egyesítésével egy olyan családot hozzanak létre, ami képes kihasználni a méhlegelőt. Ehhez az egyik anyát el kell venni, majd az anyátlan népet az anyás mellé telepíteni. Lehetőleg eredetileg is legyenek közel a családok, különben a méhek egy része a szomszédokhoz kéredzkedik be.
Ha az egyesítendő családtól nem sokkal korábban vették el az anyát, akkor a meghagyott anyát kalitkázni kell. A méhek keveredését különféle módszerekkel lassítják. Ha nincs gyűjtés, akkor az egyesülés etetéssel könnyíthető meg. Az anya elvétele után 1-2 nappal ajánlott egyesíteni az anyabölcsők kivágásával. Úgy kell elrendezni, hogy egymás mellé kerüljön az azonos korú fiasítás, és a méz a méz mellé kerüljön (mézkamra). Hogy ne legyen marakodás, a méheket egyszagúvá teszik rostaszöveten át, vagy megfüstölik őket, vagy pedig illatos vízzel szagosítják őket.
Zsongatáskor az anyátlanok híg eleséget kapnak. Az anyás család röpnyílása elé deszkát tesznek. Amikor a röpködés gyengül, az anyátlanokat a deszkára söprik. Az anyátlanok zsongva vonulnak be. Ezzel a módszerrel szintén azonnal lehet rendezni a fészket.
Egyesíteni lehet úgy, hogy az anyátlanok újságpapír átrágásával vagy eleségen át egyesülnek. Ekkor csak az anyátlan rész kap röpnyílást. Ha eleségen át egyesítenek, akkor három keretet tesznek a családok közé. A középsőt hígított mézzel meglocsolják. A két család teleeszi magát, és békésen egyesül. Ha újságpapírral egyesítenek, akkor a papír a két család közé kerül. Hasonló a rostaszövetes módszer, amikor egy-két napra rostaszövet választja el a családokat. A fészket csak a családok egyesülése után lehet rendezni.